# Чемки
Чемки — (біл. вёска Чэмкі), село (веска) в складі Логойського району розташоване в Мінській області Білорусі, підпорядковане Швабській сільській раді.
Село Чемки розташоване в центральних районах Білорусі, в північній частині Мінської області - орієнтовне розташування [Архівовано 25 грудня 2018 у Wayback Machine.].